# Anna Bogucka-Kocka
Anna Bogucka-Kocka – polska profesor nauk farmaceutycznych, wykładowca Uniwersytetu Medycznego w Lublinie.

## Życiorys
W 1988 r. ukończyła studia na kierunku farmacja na Akademii Medycznej im. prof. Feliksa Skubiszewskiego w Lublinie. Następnie podjęła pracę na tejże uczelni, w Katedrze i Zakładzie Botaniki Farmaceutycznej, gdzie w 1997 r. obroniła rozprawę doktorską pt. „Badania farmakobotaniczne krajowych gatunków Heracleum L.”, przygotowaną  pod kierunkiem prof. Tadeusza Krzaczka. W 2011 r. habilitowała się na podstawie rozprawy pt. „Ocena oddziaływania wybranych związków roślinnych na ekspresję genów regulujących proces apoptozy komórek nowotworowych linii hematopoetycznych człowieka”. Od 2015 r. jest kierownikiem Katedry i Zakładu Biologii z Genetyką. Pełni funkcję wiceprezesa Lubelskiego Towarzystwa Wspierania Nauk Farmaceutycznych.

## Działalność naukowa
Zainteresowania dotyczą badań oddziaływania roślin na organizm człowieka, głównie wpływu na procesy genetyczne. Jest współautorem ponad 120 artykułów z listy filadelfijskiej o łącznym IF ponad 340. Współautora patentu Sposób diagnozowania miażdżycy tętnic oraz zastosowanie markerów miRNA do diagnozowania miażdżycy tętnic. Wraz z mężem, prof. Januszem Kockim, zredagowała monografię dotyczącą medycyny spersonalizowanej i prowadziła badania nad genami długowieczności. Są wspólnie członkami Rady Naukowej Fundacji Neuron Plus. Wraz z zespołem współpracowników opracowała sposób hodowli ludzkich i zwierzęcych komórek macierzystych z zastosowaniem wydzieliny roślinnej otrzymanej z gatunku Drosophyllum lusitanicum. Współpracowała przy tworzeniu metod wykrywania tętniaka aorty brzusznej, opracowaniu kompozycji polifenolowej pomagającej w profilaktyce i wspomaganiu leczenia choroby Alzheimera, ponadto wraz z zespołem otrzymała nowo zsyntetyzowane związki o działaniu nicieniobójczym i przeciwpasożytniczym.

## Odznaczenia
- Złoty Krzyż Zasługi (2021)[13]